# گاورسهایم
گاورسهایم (به آلمانی: Gauersheim) یک شهر در آلمان است که در دنرسبرگکرایس واقع شده‌است. گاورسهایم ۶۲۳ نفر جمعیت دارد.